# 都市計画法
都市計画法（としけいかくほう、昭和43年法律第100号）は、都市の健全な発展等に関する日本の法律である。

## 構成
- 第1章 総則（第1条 - 第6条）

第1条 目的
第2条 都市計画の基本理念
第5条（都市計画区域） （準都市計画区域）
- 第2章 都市計画

第1節 都市計画の内容（第6条の2 - 第14条）
第6条の2（都市計画区域の整備、開発及び保全の方針）
第8条（地域地区）
第10条の2（促進区域）
第11条（都市施設）
第12条（市街地開発事業）
第12条の4（地区計画等）
第2節 都市計画の決定及び変更（第15条 - 第28条）
- 第3章 都市計画制限等

第1節 開発行為等の規制（第29条 - 第51条）
第29条（開発行為の許可）
第33条（開発許可の基準）
第43条（開発許可を受けた土地以外の土地における建築等の制限）
第1節の2 市街地開発事業等予定区域の区域内における建築等の規制（第52条の2 - 第52条の5）
第2節 都市計画施設等の区域内における建築等の規制（第53条 - 第57条の6）
第3節 風致地区内における建築等の規制（第58条）
第4節 地区計画等の区域内における建築等の規制（第58条の2・第58条の4）
第5節 遊休土地転換利用促進地区内における土地利用に関する措置等（第58条の5 - 第58条の12）
- 第4章 都市計画事業

第1節 都市計画事業の認可等（第59条 - 第64条）
第2節 都市計画事業の施行（第65条 - 第75条）
- 第5章 都市施設等整備協定（第75条の2 - 75条の4）
- 第6章 都市計画協力団体（第75条の5 - 第75条の10）
- 第7章 社会資本整備審議会の調査審議等及び都道府県都市計画審議会等（第76条 - 第78条）
- 第8章 雑則（第79条 - 第88条の2）
- 第9章 罰則（第89条 - 第98条）
- 附則

## 経緯
明治時代以降の都市化の進展とともに、建築や都市計画に対する法制度の整備が望まれていたが、1919年（大正8年）に市街地建築物法（現在の建築基準法の前身）と都市計画法（旧法）が定められ、翌年施行された。
都市計画事業は内務省所管となり、内務大臣が都市計画を決定するにあたって審議を行う機関として内務省内に都市計画中央委員会、各府県庁内に都市計画地方委員会の設置を規定している。
1968年（昭和43年）に旧法が廃止され、同じ名称の法律が新たに定められた。新都市計画法では、高度成長期の市街地化の進展に対応し、市街化区域と市街化調整区域の区分や、開発許可制度が定められた。
2001年（平成13年）に市街化調整区域での既存宅地制度（第43条第1項6号）が廃止となり、新たに一定の要件を都道府県等が条例で定め、建築を許容する制度が新設された（第34条第1項8号の3及び8号の4）。
まちづくり3法の改革の一環として、2006年（平成18年）5月に成立した改正都市計画法では、大規模集客施設の郊外への出店を大幅に規制することが目指された。
このために、建築基準法が改正され、床面積1万平方メートル超の大規模集客施設の進出は、原則として「近隣商業」、「商業」、「準工業」にしか許容されないこととなった（2007年11月末に完全施行）。
首都圏整備法、近畿圏整備法、中部圏開発整備法の適用を受ける三大都市圏においては、市町村の判断により、規制運用方法の違いがある。

## 建築基準法との関係
法体系上、都市計画法は、建築基準法と密接な関係を有し、都市における建築等を規制している。
例えば、建ぺい率や容積率は都市計画で決められるが、さらに建築基準法により、前面道路が建築基準法上の道路かどうかに応じた制限も加わる。

## 暴力団排除条例との関係
2020年代、暴力団の活動を封じ込める必要性から、全国の自治体で暴力団排除条例の見直しが始まり、暴力団事務所の開設を禁止する条項に都市計画法の用途地域（住居系、商業系など）を用いる事例が現れた。従前、学校など保護対象施設からの距離で表していた事務所の開設禁止範囲を用途地域を併用することで、市街地において暴力団事務所を設置することは難しいものとなった。